# 白糠インターチェンジ
白糠インターチェンジ（しらぬかインターチェンジ）は、北海道白糠郡白糠町茶路基線にある道東自動車道のインターチェンジである。またこの項目では、当ICに隣接する白糠IC除雪ステーションについても記載する。

## 歴史
- 2015年（平成27年）3月29日：浦幌IC - 白糠IC間開通に伴い、供用開始[1][2]。
- 2016年（平成28年）3月12日：白糠IC - 阿寒IC間開通[3][2]。

## 周辺
- 縫別簡易郵便局
- 縫別少年自然の家
- 日本国有鉄道（国鉄）白糠線（廃線）の縫別駅跡地（1983年（昭和58年）廃駅）
- 白糠町中心部までは約20km[4]。

## 接続する道路
- 直接接続
  - 国道392号

## 料金所
- 通行料金は無料のため、料金収受設備は設置されていない。

## 白糠IC除雪ステーション
- 隣接して白糠IC除雪ステーションが設置されている。除雪ステーションであるが、駐車場・トイレが一般開放されており、国道392号側からパーキングエリアとして利用する事が出来る[5][6]。

### 施設
- 駐車場
  - 身障者用駐車場有
- トイレ

## 隣
E38 道東自動車道
(14) 浦幌IC - (15) 白糠IC - (16) 庶路IC